# Haemaphysalis goral
Haemaphysalis goral este o specie de căpușe din genul Haemaphysalis, familia Ixodidae, descrisă de Harry Hoogstraal în anul 1970. Conform Catalogue of Life specia Haemaphysalis goral nu are subspecii cunoscute.